# Никифор (Киккотис)
Митрополи́т Ники́фор (греч. Μητροπολίτης Νικηφόρος, при рождении Неокли́с Афанаси́у, греч. Νεοκλής Αθανασίου, впоследствии фамилия изменена на Кикко́тис, греч. Κυκκώτης; 2 мая 1947, деревня Криту Маротту, район Пафос) — епископ Кипрской православной церкви, митрополит Киккский и Тиллирийский. Игумен ставропигиального Киккского монастыря.

## Биография
По завершении начального образования поступил послушником в монастырь Божией Матери Киккской, где пробыл шесть лет, одновременно обучаясь в трёхклассной греческой школе, действовавшей при монастыре. В качестве стипендиата монастыря был направлен в Никосию, где продолжил образование в Киккском лицее, который окончил в 1969 году.
6 апреля 1969 года архиепископом Кипрским Макарием III рукоположен в сан диакона и зачислен в братию Киккского монастыря.
С 1970 по 1974 год обучался на юридическом факультете Университета Аристотеля в Салониках. Продолжил обучение на богословском факультете Афинского университета, который окончил в 1978 году.
8 сентября 1979 года архиепископом Кипрским Хризостомом I был рукоположен в сан пресвитера и возведен в сан архимандрита.
С 1979 по 1983 год — член игуменского совета Киккского монастыря.
В течение шести лет преподавал в Духовной семинарии апостола Варнавы в Никосии, пять лет исполнял обязанности председателя церковного суда Никосии и три года нёс послушание секретаря Священного Синода Кипрской Православной Церкви.
28 декабря 1983 года братией Киккского монастыря тайным голосованием избран настоятелем.
14 января 1984 года архиепископ Кипрский Хризостом I возглавил его поставление в игумена.
14 февраля 2002 года архиепископ Кипрский Хризостом предложил членам Священного Синода возвести игумена Киккского монастыря Никифора в епископский сан. 18 февраля Синод поддержал избрание Никифора.
24 февраля того же года состоялась его архиерейская хиротония, которую возглавил Архиепископ Кипрский Хризостом I в сослужении иерархов Кипрской и других церквей.
30 ноября 2004 года возглавил состоявшееся впервые с 1974 года всекарпасийское и всекипрское паломничество к Монастырю апостола Андрея, находящийся на оккупированной турками части Кипра.
В августе 2005 года объявил, что монастырь окажет поддержку всем несовершеннолетним детям, чьи родители погибли в двух недавних катастрофах, потрясших Кипр: в авиакатастрофе «Боинга-737» под Афинами и в дорожном происшествии в Египте.
В октябре 2005 года на заседании Священного Синода Кипрской православной церкви был наиболее последовательным сторонником причисления на покой Архиепископа Хризостома I, который к тому времени уже 3 года не мог управлять Церковью по состоянию здоровья. Он заявил о намерении обратиться к Патриарху Константинопольскому Варфоломею с просьбой о проведении расширенного Синода для увольнения на покой недееспособного архиепископа Хризостома. Однако в тот момент из 8 членов Синода его поддержали лишь двое.
9 мая 2007 года специальной комиссией из клириков и мирян единогласно избран митрополитом новообразованной митрополии Киккской и Тиллирийской. На кафедре с 13 мая 2007 года.
3 июня 2008 года отделение пастырского и социального богословия Университета Аристотеля в Салониках присвоило ему степень почётного доктора, а 23 октября того же года Богословский факультет Национального Афинского университета также присвоил ему степень почётного доктора.
В октябре 2020 года, вместе с митрополитом Лимассольским Афанасием (Николау), митрополитом Тамасским Исаией (Киккотисом) и хорепископом Амафунтским Николаем (Тимиадисом),  был одним из четырёх иерархов Кипрской православной церкви, которые критиковали своего предстоятеля Хризостома II за признание автокефалии Православной церкви Украины, дарованной патриархом Константинопольским Варфоломеем.